# Acidaliastis saharae
Acidaliastis saharae är en fjärilsart som beskrevs av Edward P. Wiltshire 1985. Acidaliastis saharae ingår i släktet Acidaliastis och familjen mätare. Inga underarter finns listade i Catalogue of Life.